# María del Pilar Teresa Cayetana de Silva y Álvarez de Toledo

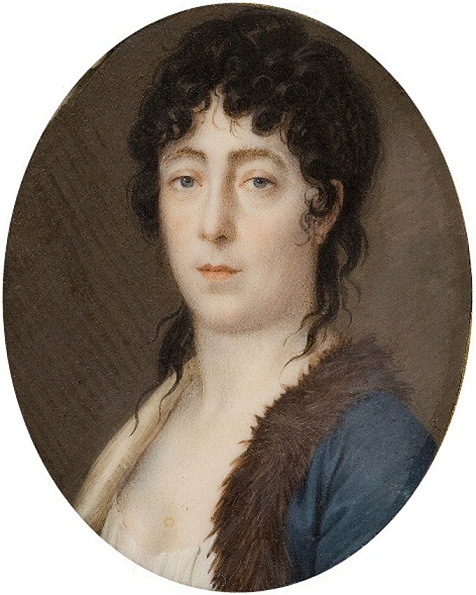
Maria del Pilar Teresa Cayetana de Silva y Álvarez de Toledo, c. 1805.

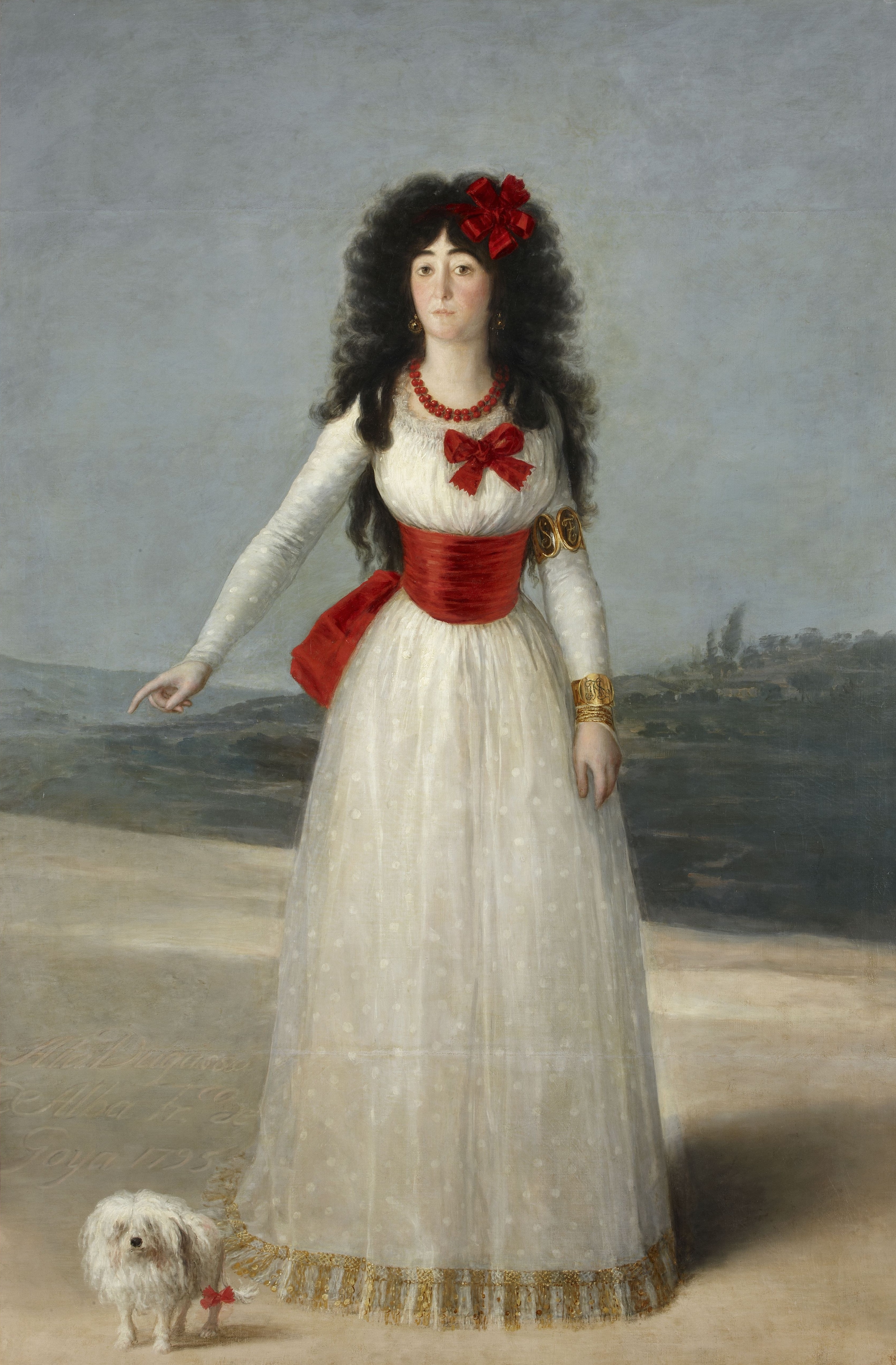
Die Herzogin von Alba, gemalt von Francisco de Goya, 1795

María del Pilar Teresa Cayetana de Silva y Álvarez de Toledo (* 10. Juni 1762; † 23. Juli 1802 in Sanlúcar la Mayor) war die 13. Herzogin von Alba.

## Leben
María Teresa, wie sie in ihrem familiären Umfeld genannt wurde, war die Tochter von Francisco de Paula de Silva y Alvarez de Toledo (1733–1770) und der Mariana de Silva-Bazán y Sarmiento (1739–1784) geboren, ihr Großvater Fernando de Silva y Álvarez de Toledo war 12. Herzog von Huéscar und Alba. Sie wurde im Alter von 13 Jahren mit dem Markgrafen von Villafranca José Álvarez de Toledo y Gonzaga (1756–1796) verheiratet. Ihr Mann verstarb, als sie 34 Jahre war. Sie widmete sich danach der Ausgestaltung ihres Landbesitzes und dem Ausrichten von prunkvollen Festen. Es gilt als möglich, dass die Herzogin ab den frühen 1790er-Jahren eine Affäre mit dem Maler Francisco de Goya hatte, der sie u. a. mehrfach auf ihrem Landsitz in Piedrahíta besuchte. Er zeichnete sie zwischen 1792 und 1801 mehrfach und veröffentlichte 1799 den Zyklus der Caprichos mit Darstellungen der Herzogin. „Tatsächlich dürfte es sich bei dieser Romanze um eine Laune der ungezügelten Dame gehandelt haben“. Der spanische Dichter Juan Meléndez Valdés (1754–1817) schrieb in einem Gedicht über „diese leuchtenden Augen / diesen lächelnden Mund“ der Herzogin.
Ihr früher Tod – offiziell durch Fieber infolge von Tuberkulose – ließ Raum für verschiedene Gerüchte, dass sie vergiftet worden sei.

## Künstlerische Aufarbeitung
Die vermeintliche Affäre mit Goya wurde von verschiedenen Künstlern aufgegriffen und zum Teil frei ausgeschmückt. Lion Feuchtwangers Roman Goya oder der arge Weg der Erkenntnis behandelt die Affäre in fiktionalisierter Form und führte zum Beispiel den Zusammenbruch Goyas 1792 auf einen Streit mit der Herzogin zurück. In Carlos Sauras Film Goya aus dem Jahr 1999 spielt auch die Beziehung des Malers mit der Herzogin von Alba eine zentrale Rolle.